# مبنای ژئودتیک
مبنای ژئودتیک (به انگلیسی: Geodetic datum) یا مبنای زمین‌سنجشی که سامانه مختصات ژئودتیک نیز نامیده می‌شود، نقطه‌ای با موجودیت فیزیکی است که مختصات آن در یک سیستم مختصات مشخص، معلوم باشد. مختصات یک نقطه ژئودزی اغلب به روش مثلث‌بندی تعیین می‌شود که در این صورت نقطه ژئودتیک را نقطه مثلث‌بندی یا نقطه مثلثاتی می‌نامند. اگر مختصات نقطه ژئودزی به روش پلی‌گون‌بندی ثابت شده باشد، آن را نقطه پلیگونومتری می‌نامند. برای تعیین ارتفاع نقاط ژئودزی از ترازیابی استفاده می‌شود. این نقاط در سایت با استفاده از نشانه‌گذاری‌های خاص مشخص شده و مورد محافظت قرار می‌گیرند. سیستم متشکل از چندین نقطه ژئودزی متقابل، تشکیل یک شبکه ژئودزی را می‌دهد که می‌توان از آن برای دستیابی به اهداف مختلف، من‌جمله مطالعات توپوگرافی سطح زمین استفاده نمود.
سیستم مختصات ژئودتیک، سیستم مختصاتی است که از مجموعه‌ای از نقاط مرجع برای تعیین موقعیت روی زمین استفاده می‌کند و جهت تعیین مختصات منحنی‌الخط نسبت به بیضوی دومحوری زمین (بیضوی مبنا) است. این بیضوی مبنا در ایران اغلب WGS84 (سامانه ژئودتیک جهانی ۱۹۸۴) انتخاب می‌شود. تعریفی تقریبی از سطح دریا، سیستم مرجع WGS84 است که یک بیضوی می‌باشد، در حالی که تعریف دقیق‌تر، مدل گرانشی زمین 2008 (EGM2008) است که از حداقل هارمونیک کروی ۲٬۱۵۹ استفاده می‌کند. سطوح مرجع دیگر برای مناطق دیگر یا در زمان‌های دیگر تعریف می‌شوند؛ ED50 در سال ۱۹۵۰ در اروپا تعریف شد و با بیضوی WGS84 چند صد متر متفاوت است، بسته به نقاط مختلف در اروپا. مریخ اقیانوسی ندارد و بنابراین فاقد سطح دریا است، اما حداقل دو سیستم مختصات مریخی برای تعیین موقعیت بر روی آن استفاده شده است.
سطح مرجع اول: نسبت به دایره استوا
سطح مرجع دوم: نسبت به نصف النهار ژئودتیک بیضی شکل گرینویچ
سطح مرجع اندازه‌گیری مختصات: نصف النهار ژئودتیک بیضی شکل هر نقطه
بیضوی‌های مرجع در ژئودزی، ناوبری و نقشه‌برداری توسط کارتوگراف‌ها و سیستم‌های ناوبری ماهواره ای برای ترجمه موقعیت‌هایی که بر روی نقشه‌ها (کاغذ یا دیجیتال) نشان داده شده‌اند به موقعیت واقعی آن‌ها در زمین استفاده می‌شوند. هر کدام با یک بیضوی شروع می‌شود و سپس مختصات عرض و طول جغرافیایی و ارتفاع را تعریف می‌کند. یک یا چند مکان بر روی سطح زمین به عنوان نقاط مبنا انتخاب شده‌اند.
اختلاف مختصات در بین سیستم مختصات‌های معمولاً انتقال یا شیفت نامیده می‌شود. انتقال بین دو سیستم‌های مختصات یا دیتوم خاص ممکن است از یک مکان به مکان دیگر در یک کشور یا منطقه متفاوت باشد و می‌تواند هر چیزی از صفر تا صدها متر (یا چند کیلومتر برای برخی از جزایر دور افتاده) باشد. قطب شمال، قطب جنوب و استوا در موقعیت‌های مختلف در سیستم مختصات‌های مختلف قرار می‌گیرند، بنابراین شمال واقعی کمی متفاوت خواهد بود. سیستم مختصات‌های مختلف برای دقیق کردن شکل و اندازه زمین (بیضوی مرجع) از درونیابی‌های مختلف استفاده می‌کنند.
از آنجا که زمین بیضوی ناقص است، بیضوی‌های مرجع محلی می‌توانند دقت بیشتری نسبت به WGS84 در مناطق تحت پوشش داشته باشند. برای مثال، OSGB36 تقریب بهتری نسبت به بیضوی WGS84 برای Geoid (ژئوئید) در جزایر بریتانیا است. با این حال، همان‌طور که منافع یک سیستم جهانی از دقت بیشتر، مهم‌تر است، بیضوی WGS84 به‌طور فزاینده ای تصویب می‌شود.

## تعریف
در نقشه‌برداری و ژئودزی، دیتوم یک سیستم مرجع یا تقریبی از سطح زمین است که در آن اندازه‌گیری موقعیت برای محاسبه مکان‌ها صورت می‌گیرد. سیستم‌های مرجع افقی برای توصیف یک نقطه روی سطح زمین، در عرض و طول جغرافیایی یا یک سیستم مختصات دیگر استفاده می‌شود. سیستم‌های مرجع عمودی برای اندازه‌گیری ارتفاع یا عمق زیر آب استفاده می‌شود.

## مختصات ژئودتیک
در مختصات ژئودتیک، سطح زمین تقریباً بیضوی است و مکان‌های نزدیک سطح با عرض جغرافیایی (فی)، طول جغرافیایی (لاندا) و ارتفاع (اچ) توصیف می‌شوند.

## سیستم مختصات مرجع
سیستم مختصات مرجع، سطحی شناخته شده و ثابت است که برای توصیف موقعیت نقاط ناشناخته روی زمین استفاده می‌شود. از آنجا که سیستم مختصات‌های مرجع می‌توانند دارای شعاع‌ها و نقاط مرکزی مختلف باشند، یک نقطه خاص روی زمین می‌تواند مختصاتی متفاوت روی سیستم مختصات داشته باشد.
صدها سیستم مختصات مرجع توسعه یافته محلی در سراسر جهان وجود دارد که معمولاً بر اساس تعدادی نقطه محلی مناسب ایجاد شده‌اند. سیستم مختصات‌های معاصر، براساس اندازه‌گیری‌های دقیق شکل زمین، نیازمند پوشش مناطق بزرگتری هستند. رایج‌ترین سیستم مختصات‌های مرجع در آمریکای شمالی NAD27، NAD83 و WGS 84 هستند.

## نمونه‌ها
- ED50، سیستم مرجع اروپا ۱۹۵۰
- OSGD63، نقشه‌برداری مهمات بریتانیا
- GSR80، سیستم مرجع ژئودتیک ۱۹۸۰
- NAD83، سیستم مرجع آمریکای شمالی که بسیار شبیه به WGS84 است.
- NAD27، سیستم قدیمی تر مرجع آمریکای شمالی که NAD83 بر اساس سرشکنی دوباره آن به وجود آمد
- سامانه ژئودتیک جهانی ۱۹۸۴ (WGS84)
- ETRS ۸۹، سیستم مرجع زمینی اروپا ۱۹۸۹
- GDA94، سیستم مرجع استرالیا